# Greatest Hits (Bonnie Tyler-album)
Az első CBS kiadó által kibocsátott válogatásalbum 1989-ből. Először LP kiadványként jelent meg valamint kazetta formátumban 9 dallal. 1986-ban és 1989-ben is megjelent CD-n, eltérő borítóval. Az 1986-os CD-t a Telstar lemezkiadó, míg az 1989-es CD-t a CBS adta ki. A lemez több országban arany illetve platina minősítést ért el.

## A kiadványról
A Greatest Hits kitűnő kiadvány a 80-as évek pop-rock stílusát kedvelőinek, olyan nagy slágerekkel, mint a Total Eclipse of the Heart vagy a Footloose betétdal, a Holding Out For A Hero, nem beszélve arról, hogy Japánban az egyik legkelendőbb kiadványa lett a rekedt hangú dívának. Nehéz lesz ezt a sikert túlszárnyalni egy esetleges új válogatásalbumnak. A Holding Out For A Hero Japánban hatalmas siker volt a nyolcvanas években. Éppen ezért ezt az albumot mindenkinek ajánlott meghallgatnia, aki szereti ezt a zenei korszakot

## Dalok

### CD kiadás (1989)
| #  | Dalcím                             | Zeneszerző                 | Producer                   | Hossz |
| -- | ---------------------------------- | -------------------------- | -------------------------- | ----- |
| 1  | Total Eclipse of the Heart         | Jim Steinman               | Jim Steinman               | 4:30  |
| 2  | Holding Out for a Hero             | Jim Steinman               | Jim Steinman               | 5:50  |
| 3  | (The World is Full of) Married Men | Musker                     | Ronnie Scott / Steve Wolfe | 4:10  |
| 4  | A Rockin’ Good Way                 | Benton / Otis /DeJesus     | S.Benton                   | 2:55  |
| 5  | Here She Comes                     | Giorgio Moroder            | Giorgio Moroder            | 3:48  |
| 6  | Band Of Gold                       | Billy Cross                | Jim Steinman               | 5:50  |
| 7  | Faster Than The Speed Of Night     | Jim Steinman               | Jim Steinman               | 4:45  |
| 8  | Lovers Again                       | Desmond Child              | Jim Steinman               | 4:20  |
| 9  | Lost in France                     | Ronnie Scott / Steve Wolfe | Ronnie Scott / Steve Wolfe | 3:50  |
| 10 | It’s a Heartache                   | Ronnie Scott / Steve Wolfe | Ronnie Scott / Steve Wolfe | 3:32  |
| 11 | Getting So Excited                 | Alan Gruner                | Jim Steinman               | 3:50  |
| 12 | Have You Ever Seen the Rain?       | John Fogerty               | Jim Steinman               | 4:03  |
| 13 | I Believe In Your Sweet Love       | Ronnie Scott / Steve Wolfe | Ronnie Scott / Steve Wolfe | 4:21  |
| 14 | If I Sing You A Love Song          | Ronnie Scott / Steve Wolfe | Ronnie Scott / Steve Wolfe | 4:46  |
| 15 | More than a Lover                  | Ronnie Scott / Steve Wolfe | Ronnie Scott / Steve Wolfe | 4:30  |
| 16 | Straight from the Heart            | Bryan Adams                | Jim Steinman               | 3:35  |

### LP kiadás (1986)
| #   | Dalcím                           | Zeneszerző                 | Producer                   | Hossz |
| --- | -------------------------------- | -------------------------- | -------------------------- | ----- |
| A/1 | Total Eclipse of the Heart       | Jim Steinman               | Jim Steinman               | 4:30  |
| A/2 | Holding Out for a Hero           | Jim Steinman               | Jim Steinman               | 5:50  |
| A/3 | The World Is Full Of Married Man | Musker                     | Ronnie Scott / Steve Wolfe | 4:10  |
| A/4 | A Rockin’ Good Way               | Benton / Otis /DeJesus     | S.Benton                   | 2:55  |
| B/1 | Lost in France                   | Ronnie Scott / Steve Wolfe | Ronnie Scott / Steve Wolfe | 3:50  |
| B/2 | It’s a Heartache                 | Ronnie Scott / Steve Wolfe | Ronnie Scott / Steve Wolfe | 3:32  |
| B/3 | I Believe In Your Sweet Love     | Ronnie Scott / Steve Wolfe | Ronnie Scott / Steve Wolfe | 4:21  |
| B/4 | If I Sing You A Love Song        | Ronnie Scott / Steve Wolfe | Ronnie Scott / Steve Wolfe | 4:46  |
| B/5 | More Than A Lover                | Ronnie Scott / Steve Wolfe | Ronnie Scott / Steve Wolfe | 4:30  |

## Toplista
| Chart           | Legjobb helyezés | Minősítés    | Hét |
| Japán           | 1                | Platinalemez | 16  |
| Norvégia        | 2                | Platinalemez | 26  |
| Norvégia (1992) | 11               | -            | 4   |
| Dánia           | 5                | Aranylemez   | 8   |
| Finnország      | 6                | Aranylemez   | 13  |
| Svédország      | 9                | Aranylemez   | 13  |
| Hollandia       | 9                | -            | 15  |
| Ausztria        | 20               | -            | 16  |
| UK              | 24               | -            | 8   |
| Ausztrália      | 48               | -            | 1   |
| Spanyolország   | 76               | -            | 3   |